# Progon vještica u Hrvatskoj
Progon vještica u Hrvatskoj odnosi se na sudske progone protiv osoba koje su smatrane vješticama ili čarobnjacima u hrvatskim krajevima krajem srednjega i tijekom novoga vijeka. 
Početkom 17. stoljeća u hrvatskim se procesima protiv vještica javilo tadašnje europsko shvaćanje o vješticama udruženima u tajnu sektu te da povremeno održavaju velike sastanke na kojima lete namazane čarobnom mašću. Sastanci su se održavali noću, a kao mjesta sastajanja se u spisima najčešće spominju raskrižja puteva i obližnje planine (u Hrvatskoj su to najčešće Medvednica i Klek). Na sastancima su se vještice gostile raznim jelima i pićima, naročito gibanicom, a neke od njih su na suđenjima priznale jedenje ljudskoga mesa. Vjerovalo se da tim gozbama prisustvuje i sam đavao, s kojim žene u izuzetnim slučajevima (na sabat) i spolno opće. Đavao je opisan kao muškarac, a na torturama se navode i neka od njegovih brojnih imena: Primus, Matić, Markaj, Lucifer, Kralj, Silnjak, Gasperl itd.  
Kazneni postupak protiv vještica i čarobnjaka u ovim su krajevima vodile tri vrste sudova: sudovi slobodnih kraljevskih gradova, županijski sudovi i vlastelinski sudovi pojedinih feudalaca. Sudovi slobodnih kraljevskih gradova bili su istovjetni s gradskim poglavarstvom, a činili su ga gradski sudac i prisežnici. Županijskim sudovima predsjedavao je podžupan, a sudsko su vijeće činili plemićki sudci i podsudci županije te ostali županijski dužnosnici. Vlastelinskim su sudovima upravljali suci postavljeni od feudalnog gospodara. U slučaju čarobnjaštva samo je javni tužilac (fiškal) bio ovlašten svojom tužbom pokrenuti postupak pred sudom.

## Prestanak progona
Marija Terezija u Općem zakonu o kaznenom sudskom postupku 1768. godine kritizira narodno praznovjerje koje smatra odgovornim za progone te njime nastoji spriječiti daljnja suđenja. U skladu s tim načelom, zakon je predvidio mnoge mjere opreza ne bi li zbog čarobnjaštva stradali nevini ljudi.
Još 1740. Marija Terezija izdala je opću odredbu za sve austrijske zemlje, prema kojoj su se sve izrečene presude morale njoj osobno podnijeti na potvrdu. No, ta odredba nije vrijedila u Hrvatskoj i Ugarskoj, iako se sama kraljica ubrzo počela zanimati za hrvatske procese protiv vještica, u kojima su se vršile brojne zloporabe i nezakonitosti. Kraljica je 1756. godine za područje Hrvatske izdala odredbu sličnu onoj koja je već 16 godina vrijedila za austrijske nasljedne zemlje. Prema toj su odredbi hrvatski sudovi i dalje mogli voditi procese protiv vještica i čarobnjaka te donositi osude, ali te osude nisu mogli izvršavati prije kraljičine potvrde. Tu je odredbu Hrvatski sabor ozakonio člankom VI. iz 1756., čime je Marija Terezija stekla nadzor nad tim procesima u Hrvatskoj, a 1758. godine je donijela novu odredbu prema kojoj sudovi u Hrvatskoj i Slavoniji više nemaju prava voditi procese protiv čarobnjaštva bez posebne kraljičine dozvole. Nakon 1758. godine u spisima i raznim dokumentima nisu pronađeni opisi daljnjih sudskih postupaka.

## Mučila
U ispitivanjima u sklopu sudskih postupaka koristile su se tzv. ljestve, koje su omogućavale rastezanje ljudskoga tijela. Sudske komisije za mučenje nisu poštivale nikakva pravila o ograničavanju mučenja nego su okrivljenika (najčešće su mučene žene-vještice) tako dugo mučili dok ne bi priznala optužbe. Po priznanju, optuženicu bi često snašla i smrt u obliku lomače. Većina vještica osuđenih na smrt bila je prije spaljivanja pogubljena, bilo da im je prije odsječena glava ili su užetom ugušene, no dio ih je i živima spaljen.